# 三セレン化二ヒ素
三セレン化二ヒ素(Arsenic triselenide)は、ヒ素のセレニドである。
アモルファス状の三セレン化二ヒ素は、870nmから17.2μmの波長の光を伝搬するため、赤外線光学のためのカルコゲン化物ガラスに用いられる。
ヒ素の通常の酸化数は+3であるが、三セレン化二ヒ素は、共有結合でできている。